# Daphnella arafurensis
Daphnella arafurensis é uma espécie de gastrópode do gênero Daphnella, pertencente à família Raphitomidae.